# Kraljevina Grčka
Kraljevina Grčka (grčki: Βασίλειον τῆς Ἑλλάδος, Vasílion tis Elládos) bila je monarhija koju su ustanovile velike sile (Velika Britanija, Francuska i Rusko Carstvo) 1832. na osnovi zaključaka Londonske konferencije 1832. Međunarodno priznanje stekla je na osnovi Mira iz Konstantinopolisa 1832., kojim je također potvrđena njena potpuna neovisnost od Osmanskog carstva. Tako je Kraljevina Grčka postala prva potpuno neovisna država Grka od pada Bizanta pod Osmansko carstvo sredinom 15. stoljeća. 
Kraljevina Grčka je bila pravni sljednik Privremene grčke vlade osnovane tijekom Grčkog rata za neovisnost, egzistirala je sve do 1924. godine, kada je ukinuta monarhija, a namjesto toga ustanovljena Druga Grčka republika. Kraljevina Grčka obnovljena je 1935., te je trajala sve do 1974., kada ju je Vojna hunta ukinula.

## Osnutak kraljevine, Kralj Oton I. iz kuće Wittelsbach
Grci su podigli ustanak protiv Osmanskog Carstva 1821. godine, on je trajao sve do 1829., od 1828. na čelu ustaničke privremene vlade bio je grof Janis Kapodistrias, ali je nakon njegova ubojstva 1831. godine zemlja dospjela u građanski rat. Nakon toga, tadašnje velike sile uzele su stvar u svoje ruke (naročito Velika Britanija koja se bojala prevelikog Ruskog uticaja na grčke ustanike) te su organizirale Londonsku konferenciju 1832. godine, na kojoj su uz Veliku Britaniju, sudjelovale Francuska i Rusija, rezultat te konferencije je osnutak Kraljevine Grčke te odluka da se grčki tron dodijeli 17 godišnjem bavarskom princu Ottu von Wittelsbachu (s tim da Grke nije nitko ništa pitao). Otto je bio maloljetan kad je stigao u Grčku te je namjesto njega vladalo Regentsko vijeće sve do 1835. godine. Od 1835. godine započinje apsolutistička vladavina kralja Otona I., u svojoj osnovi to je bila mala preslika Bečkog dvora, kralj je vladao uz Dvorski savjet, kojem je na čelu bio najčešće neki Bavarac kojeg bi on osobno odabrao, a bilo je i 
razdoblja kad je i predsjednik vijeća bio on osobno.

## Narodni revolt 3. rujna 1843.
Javno nezadovoljstvo načinom vladanja kralja Otona I. i njegove Bavarokracije dostiglo je točku ključanja 1843. godine, većina građanstva tražila je donošenje ustava i preoblikovanje zemlje u ustavnu monarhiju. Iz početka je kralj Oton I. to rezolutno odbijao, ali nakon povlačenja njemačkih trupa iz Grčke, odmah je došlo do vojnog udara kojeg su pokrenule pješačke jedinice Grčke vojske 3. rujna 1843. godine, predvođene pukovnikom Dimitriosom Kalergisom i satnikom Janisom Makrijanisom. Oni su jednostavno izveli svoje vojnike na trg ispred kraljevske palače u Ateni, kojima se pridružio narod. Pobunjenici su tražili ustav i osnutak nacionalne skupštine s grčkim predstavnicima i rekli da se neće razići dok kralj ne ispuni njihov zahtjev, te dok se javno ne zahvali ustanicima. Na kraju je kralj Oton I. popustio pritisku i pristao na zahtjeve pobunjenika.

## Kraljevi iz dinastije Glücksburg
Nakon što je kralj Oton I. svrgnut s prijestolja 1862. godine, za kralja je odabran 17-godišnji danski princ Vilijam, koji je poznat kao Juraj I. (1863. – 1913.). Vladao je punih 50 godina, a njegova vladavina se pamti po proširenju granica Grčke ( nakon njegova ustoličenja, Britanija je Grčkoj ustupila Jonske Otoke), zemlja je gospodarski napredovala, a usvojen je i princip da mandat za sastav vlade dobiva onaj političar čija stranka je stranka dobila najviše glasova na izborima, a ne ministar koji je miljenik kralja. I pored smanjenih vladarskih ovlasti kralj Juraj I. bio je prilično politički aktivan, ubijen je u atentatu izvršenim na njega 1913. godine u Solunu.
Kralja Đuru I. naslijedio je njegov sin, kralj Konstantin I., koji se istaknuo i kao vojskovođa, za II. balkanskog rata 1913. te se za njegove vladavine Grčka uspjela teritorijalno proširiti. Školovan je u Njemačkoj, oženio je kćer njemačkog cara Fridriha III. princezu Sofiju. On je bio naklonjen Njemačkoj, za razliku od predjednika vlade Eleftheriosa Venizelosa koji je otvoreno bio na strani Britanaca i Antante. Taj germanofilski 
dojam kralj je dodatno pojačao činivši sve kako bi Grčka ostala neutralna u Prvom svjetskom ratu. Sile Antente podržavale su pak predsjednika vlade Eleftheriosa Venizelosa, to je dovelo do razdoblja poznatog kao nacionalni raskol, u kojem su djelovale dvije paralelne vlade, jedna u Ateni te druga u Solunu. Na kraju se i Grčka pridružila snagama Antante te je kralj Konstantin I. bio prisiljen abdicirati u korist svoga sina - Aleksandra I. 1917. godine. Po završetku Prvog svjetskog rata Grčka je nagrađena za svoje sudjelovanje u ratu, teritorijima u Maloj Aziji (kod Smirne). Kralj Aleksandar I. umro je 1920. godine, nakon što ga je ugrizao njegov vlastiti kućni ljubimac - majmun, nakon toga na tron se vratio njegov otac. Nakon katastrofe i poraza u Grčko-turskom ratu 1919. – 1922., kralj Konstantin I. je ponovno svrgnut, nakon vojnog udara 1922. generala Plastirasa, te je otišao u progonstvo na Siciliju gdje je umro.
Kralja Konstantina I. na prijestolju nasljeđuje njegov najstariji sin, kralj Juraj II., koji napušta zemlju 1924. godine, nakon proglašenja Druge grčke republike. Nakon vojnog udara 1935. godine na čelu kojeg je bio general Georgios Kondilis ukinuta je republika, te je proveden referendum za obnovu monarhije. Nakon što su se Grci izjasnili za kraljevinu, Juraj II.  vratio se u zemlju, te je kasnije aktivno podržavao diktatorski režim generala Metaxasa. Nakon njemačke okupacije Grčke 1941. godine, kralj je s vladom pobjegao u Egipat kojeg su držali Britanci. Vratio se u zemlju tek 1946. godine i vladao sve do svoje smrti 1947. godine. 
Kralja Juraj II. na grčkom prijestolju nasljeđuje njegov najstariji brat Pavao, koji je vladao od 1947. godine do svoje smrti 1964. godine. Njegov sin, postao je kralj Konstantin II., koji je vladao sve dok nije prognan iz zemlje, nakon svog neuspjelog kontra udara protiv vojne hunte u prosincu 1967. godine. Namjesto izbjeglog kralja hunta je isprva imenovala regenta, a nakon toga brižno je organiziran referendum o budućnosti monarhije 1973. godine, na kojem je većina bila za ukidanje monarhije (ali on je ostao politički upitan jer ga je organizirala hunta). 
Ni nakon prestanka vladavine vojne hunte 1974., kralj Konstantin II. nije vraćen na prijestolje, već je pitanje restauracije monarhije ponovno bilo postavljeno na referendumu organiziranom u prosincu 1974. godine, tada je 69% Grka glasalo za konačno ukidanje monarhije.

## Popis grčkih kraljeva
- Oton I. - 6. veljače 1833. – 23. studenog 1862.
- Juraj I. - 30. ožujak 1863 – 18. ožujak 1913
- Konstantin I. - 18. ožujak 1913. – 11. lipnja 1917. te od 19. prosinca 1920. – 27. rujna 1922.
- Aleksandar I. - 11. lipnja 1917 - 25. studenog 1920.
- Juraj II. - 27.  rujna 1922 - 25. ožujka 1924 i od 3. studenoga 1935. – 1.  travnja 1947.
- Pavao - 1.  travnja 1947. – 6. ožujka 1964.
- Konstantin II.  - 6. ožujka 1964. – 1. lipnja 1973.

## Titula prijestolonasljednika
Tijekom većeg dijela kraljevine, prijestolonasljednik je nosio grčki naslov Diadochos, nešto poput francuskog Dauphina. Za vrijeme vladavine dinastije Glücksburg, prijestolonasljednik je nosio titulu Vojvode od Sparte.

## Pogledajte i ovo
- Povijest Grčke